# Anna Warcisławówna
Anna Warcisławówna (ur. ?, zm. przed 20 listopada 1415) – córka Warcisława VI (Jednookiego), księcia wołogoskiego, rugijskiego i bardowskiego oraz Anny.
Anna była najmłodszym dzieckiem Warcisława VI. Według M. Wehrmanna była ksienią klasztoru cysterek w Bergen (Rugia), w latach 1376–1388. Świadczyć o tym może dokument z 25 października 1388, w którym została wspomniana jako współwystawczyni obok Warcisława VI i przełożonej Małgorzaty. Z uwagi na lata pełnionej funkcji, czasem identyfikowana jest z córką Barnima IV Dobrego. 
Zmarłą przed 20 listopada 1415 pochowano przypuszczalnie w kościele klasztornym cysterek, w Bergen
.

## Genealogia
| Barnim IV Dobry ur. w okr. 1319–1320 zm. 22 VIII 1365 | Barnim IV Dobry ur. w okr. 1319–1320 zm. 22 VIII 1365 |                                                 |                                                 | Zofia ur. w okr. 1324–1325 zm. zap. 5 IX 1364 | Zofia ur. w okr. 1324–1325 zm. zap. 5 IX 1364 |  |  | Jan I ur. ? zm. ? | Jan I ur. ? zm. ? |                                          |                                          | Anna holsztyńska ur. ? zm. ? | Anna holsztyńska ur. ? zm. ? |
|                                                       |                                                       |                                                 |                                                 |                                               |                                               |  |  |                   |                   |                                          |                                          |                              |                              |
|                                                       |                                                       |                                                 |                                                 |                                               |                                               |  |  |                   |                   |                                          |                                          |                              |                              |
|                                                       |                                                       | Warcisław VI (Jednooki) ur. 1346 zm. 13 VI 1394 | Warcisław VI (Jednooki) ur. 1346 zm. 13 VI 1394 |                                               |                                               |  |  |                   |                   | Anna ur. najwcz. 1347 zm. po 14 III 1399 | Anna ur. najwcz. 1347 zm. po 14 III 1399 |                              |                              |
|                                                       |                                                       |                                                 |                                                 |                                               |                                               |  |  |                   |                   |                                          |                                          |                              |                              |
|                                                       |                                                       |                                                 |                                                 |                                               |                                               |  |  |                   |                   |                                          |                                          |                              |                              |
|                                                       |                                                       |                                                 |                                                 |                                               |                                               |  |  |                   |                   |                                          |                                          |                              |                              |

|  |  |  |  | Anna Warcisławówna (ur. ?, zm. przed 20 XI 1415) |